# Capanna Piansecco
Die Pianseccohütte (italienisch Capanna Piansecco CAS) ist eine Berghütte des Sektion Bellinzona des Schweizer Alpen-Clubs (SAC).

## Beschreibung
Die Hütte befindet sich auf einer Höhe von 1982 m ü. M. am Südfuss des Pizzo Rotondo (3192 m ü. M.) und oberhalb der Nufenenpassstrasse. Die auf einer Moräne stehende und von Lärchen umgebene Hütte liegt auf der Alpe di Rotondo, oberhalb des Ortes All’Acqua auf dem Gebiet der Gemeinde Bedretto im oberen Bedrettotal im Kanton Tessin.

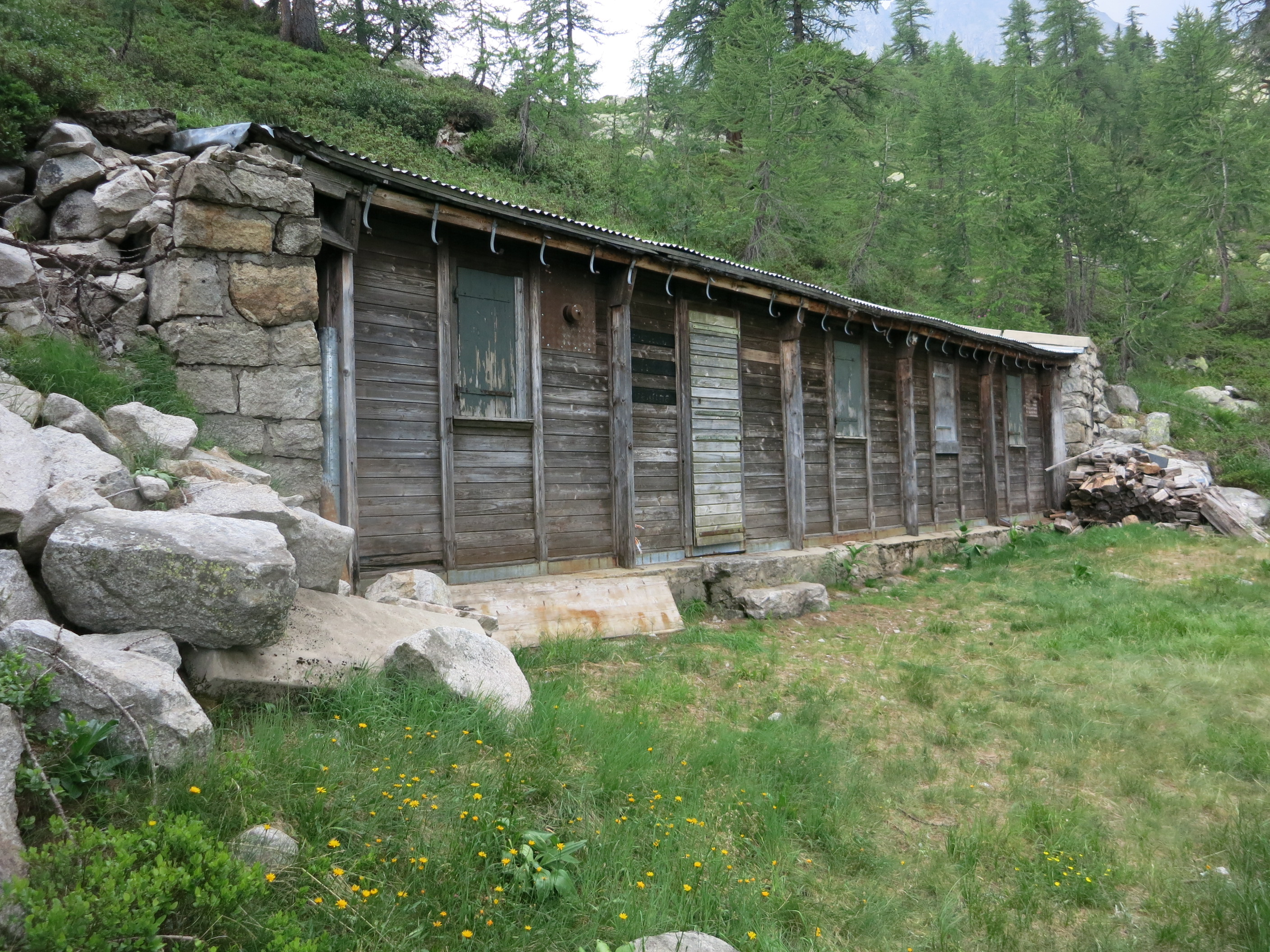
Eine Militärbaracke in der Nähe der Capanna Piansecco

Als erste Hütte diente ab 1972 eine ehemalige Militärbaracke. In ihrer Nähe wurde 1995 ein zweistöckiger Neubau in Mauerwerk und Holz erstellt. Die neue Hütte hat zwei Küchen mit Holzherd und bietet einen Aufenthaltsraum für 48 Personen und 44 Schlafgelegenheiten in vier Zimmern mit 10 und ein Zimmer mit 4 Schlafplätzen. In Abwesenheit des Hüttenwartes steht ein Herd mit Holz oder Gas samt Küchenutensilien zur Verfügung. Toiletten und fliessendes Wasser befinden sich im Innern des Gebäudes. Es wird mit Holz geheizt. Für die Beleuchtung gibt es Sonnenkollektoren.
Die Hütte eignet sich für Kinderferien, Wanderungen, Klettern (Poncione di Ruino), Ski- und Gipfeltouren und als Etappenort für Weitwanderungen. Sie liegt direkt am 1998 eröffneten Bedretto-Höhenwanderweg (Sentiero alto Val Bedretto) vom Gotthard- zum Nufenpass. Im August 2006 wurde ein neuer, bequemer Hüttenweg ab All’Acqua eingeweiht, der sich für Familien mit Kindern eignet.

## Zugänge
Im Sommer kann die Hütte auf Wanderwegen erreicht werden:
- von All’Acqua (1614 m ü. M.) an der Nufenenpassstrasse in 1 Stunde (T2 SAC-Wanderskala).
- von der Alpe di Cruina (2002 m ü. M.) an der Nufenenpassstrasse in 1½ Stunde (T2).
- vom Dorf Bedretto (1442 m ü. M.) in 2 Stunden (T2).

Die drei Ausgangspunkte sind Haltestellen der Postautolinie ab Airolo.

## Wanderungen
- Lago delle Pigne (2278 m ü. M.) Aufstieg 2 Stunden (T2).[2]

## Benachbarte Hütten
- Capanna Corno Gries 2 ½ Stunden
- Rifugio Val Toggia, Maria Luisa (Italien) 3 ½ Stunden
- Rifugio Città di Busto (Italien) 5 Stunden
- Capanna del Basòdino 7 Stunden
- Cristallinahütte (Capanna Cristallina) 5 Stunden
- Rotondohütte 5 Stunden (Kanton Uri)

## Gipfel- und alpine Touren
- Pizzo Rotondo (3192 m) Aufstieg 4 Stunden
- Chüebodenhorn (3069 m) Aufstieg 3 Stunden
- Überquerung zur Rotondohütte über Rotondo- und Witenwasserenpass
- Überquerung nach Oberwald über Geren- oder Rotondopass und Gerental
- Klettergebiet Piansecco mit Poncione di Ruino[3]
- Skitouren im Winterhalbjahr für erfahrene alpine Skifahrer